# Corbin Bernsen
Pour les articles homonymes, voir Bernsen.
Corbin Bernsen est un acteur, producteur et réalisateur américain né le 7 septembre 1954 à North Hollywood, en Californie (États-Unis).

## Biographie
Il est connu en France notamment pour avoir été un des personnages les plus importants de la série La Loi de Los Angeles, et l'un des rôles principaux de la série Psych : Enquêteur malgré lui. Il apparaît également dans plusieurs épisodes de JAG. Au cinéma, il a notamment incarné un psychopathe dans le film Le Dentiste (1996) et dans sa suite Le Dentiste 2 (1998). Il interprète le rôle de Harlan Dexter dans le film Kiss Kiss Bang Bang en 2005.
Grand collectionneur de boules à neige , il a troqué avec Kyle McDonald une boule à neige contre un rôle dans l’un de ses films.
Il est marié depuis 1988 à l'actrice britannique Amanda Pays.
Corbin Bernsen est le fils de l'actrice Jeanne Cooper (1928-2013) alias Katherine Chancellor dans le feuilleton Les Feux de l'amour.

## Festival de Télévision de Monte-Carlo 2013
En 2013, Corbin Bernsen était président du jury pour la sélection des mini-séries du Festival de Télévision de Monte-Carlo.

## Filmographie

### Cinéma
- 1967 : {Clambake d'Arthur H. Nadel (de) : Boy at playground
- 1974 : Les Démolisseurs (Three the Hard Way) de Gordon Parks Jr. : Boy
- 1976 : À plein gaz (Eat My Dust) de Charles B. Griffith
- 1976 : King Kong de John Guillermin : Reporter
- 1981 : S.O.B. de Blake Edwards
- 1987 : Dead Aim de William Vanderkloot : Webster
- 1987 : La Joyeuse Revenante (Hello Again) de Frank Perry : Jason Chadman
- 1989 : Bert Rigby, You're a Fool de Carl Reiner : Jim Shirley
- 1989 : Les Indians (Major League) de David S. Ward : Roger Dorn
- 1989 : Désorganisation de malfaiteurs (Disorganized Crime) de Jim Kouf : Frank Salazar
- 1991 : Troubles (Shattered) de Wolfgang Petersen : Jeb Scott (Dan's partner)
- 1992 : Frozen Assets (en) de George Trumbull Miller : Zach Shepard
- 1993 : Point critique (Final Mission) (vidéo) de Lee Redmond : Gen. Breslaw
- 1993 : The Killing Box : Col. Nehemiah Strayn
- 1993 : Fatal Inheritance de Gabrielle Beaumont : Woodward Dawes
- 1994 : Trigger Fast de David Lister : Brent Mallick
- 1994 : Double Face (A Brilliant Disguise) de Nick Vallelonga : Dr Martin
- 1994 : Temptress de Lawrence Lanoff : Nick
- 1994 : Le Piège (The Soft Kill) d'Eli Cohen : Martin Lewis
- 1994 : Les Indians 2 (Major League II) de David S. Ward : Roger Dorn
- 1994 : The New Age de Michael Tolkin : Kevin Bulasky
- 1994 : Savage Land (en) de Dean Hamilton : Quint
- 1994 : Radioland Murders de Mel Smith : Dexter Morris
- 1995 : Cover Me (en) de Michael Schroeder : Andre Solloway
- 1995 : Someone to Die For de Clay Borris : Jack Davis
- 1995 : Baja de Kurt Voss : John Stone
- 1995 : Aurora: Operation Intercept (Opération Aurora) de Paul Levine : Flight Engineer Murphy
- 1995 : Dangereuse intention (Dangerous Intentions) de Michael Toshiyuki Uno : Tom Williamson
- 1995 : Tales from the Hood (en) de Rusty Cundieff (en) : Duke Metger
- 1996 : Menno's Mind (en) de Jon Kroll (en) : Felix Medina
- 1996 : Kounterfeit (en) de John Mallory Asher : Marty Hopkins
- 1996 : La Couleur de l'arnaque (The Great White Hype) de Reginald Hudlin : Peter Prince
- 1996 : Le Dentiste (The Dentist) de Brian Yuzna : Dr Alan Feinstone
- 1997 : Liaisons scandaleuses (en) (An American Affair) de Sebastian Shah : Dist. Atty. Sam Brady / Sen. John Crawford
- 1997 : Spacejacked (en) de Jeremiah Cullinane : Barnes
- 1998 : Le Trésor des fées (Beings) : Rob Preston
- 1998 : Les Indians 3 (Major League: Back to the Minors) de John Warren : Roger Dorn
- 1998 : Le Dentiste 2 (The Dentist 2) de Brian Yuzna : Dr Lawrence Caine / Dr Alan Feinstone
- 1998 : Les Folies de Margaret (The Misadventures of Margaret) de Brian Skeet (en) : Art Turner
- 1999 : Kiss of a Stranger de Sam Irvin : Mason
- 2000 : La Maison de la peur (Killer Instinct) de Ken Barbet : Jennings Wilhite
- 2000 : Delicate Instruments de Susan Bishop : Sam Livingston
- 2000 : Rubbernecking de Sean Kinney et Ross H. Martin : Mr. Jones
- 2000 : À la frontière du cœur (Borderline Normal) de Jeff Beesley : Benjiman Walling
- 2000 : Commando d'élite (Rangers) (vidéo) de Jim Wynorski : Sénateur
- 2001 : Judgment d'André van Heerden : Mitch Kendrick
- 2001 : Final Payback de Kelly Sandefur : Mayor Richardson
- 2001 : Raptor (vidéo) de Jim Wynorski : Dr Hyde
- 2002 : Chauve-souris, la vengeance carnivore (Fangs) de Kelly Sandefur : Carl Hart
- 2002 : The Tomorrow Man de Doug Campbell : Larry
- 2002 : Dead Above Ground de Chuck Bowman : Mark Mallory
- 2002 : Le Secret de maman (en) (I Saw Mommy Kissing Santa Claus) : David Carver
- 2003 : Sous surveillance (The Company You Keep) de Robert Redford : Poindexter
- 2003 : The Commission de Mark Sobel : Rep. Gerald R. Ford
- 2004 : Sex & Consequences : John Wayne
- 2004 : The List de Patricia K. Meyer
- 2004 : Death and Texas de Kevin DiNovis
- 2004 : Quiet Kill de Mark Jones: Jerry Martin
- 2005 : The Naked Ape de Daniel Mellitz : Mr. Feldman
- 2005 : Paid de Laurence Lamers : William Montague
- 2005 : Raging Sharks de Danny Lerner (de) : Capt. Riley
- 2005 : Kiss Kiss Bang Bang (Kiss Kiss Bang Bang) de Shane Black : Harlan Dexter
- 2005 : Carpool Guy : Michael
- 2006 : Last Sunset de Michael Valverde : John Wayne
- 2009 : Dead Air de Corbin Bernsen : Dr F
- 2010 : Hell Beast (The Ascension) de Robert Stock : Carl
- 2011 : 25 Hill de Corbin Bernsen : Roy Gibbs
- 2011 : Drôles d'oiseaux (The Big Year) de David Frankel : Gil Gordon
- 2011 : Suing the Devil Tim Chey (en) : Barry Polk
- 2012 : Lady Vegas : Les Mémoires d'une joueuse (Lay the Favorite) de Stephen Frears : Jerry Raymer
- 2016 : My Mistress de Brian Skeet : Frances Clemens
- 2018 : Alone We Fight de Justin Lee : Colonel Bradley Armstrong

### Télévision

#### Séries télévisées
- 1976 : Blind Sunday : Lifeguard

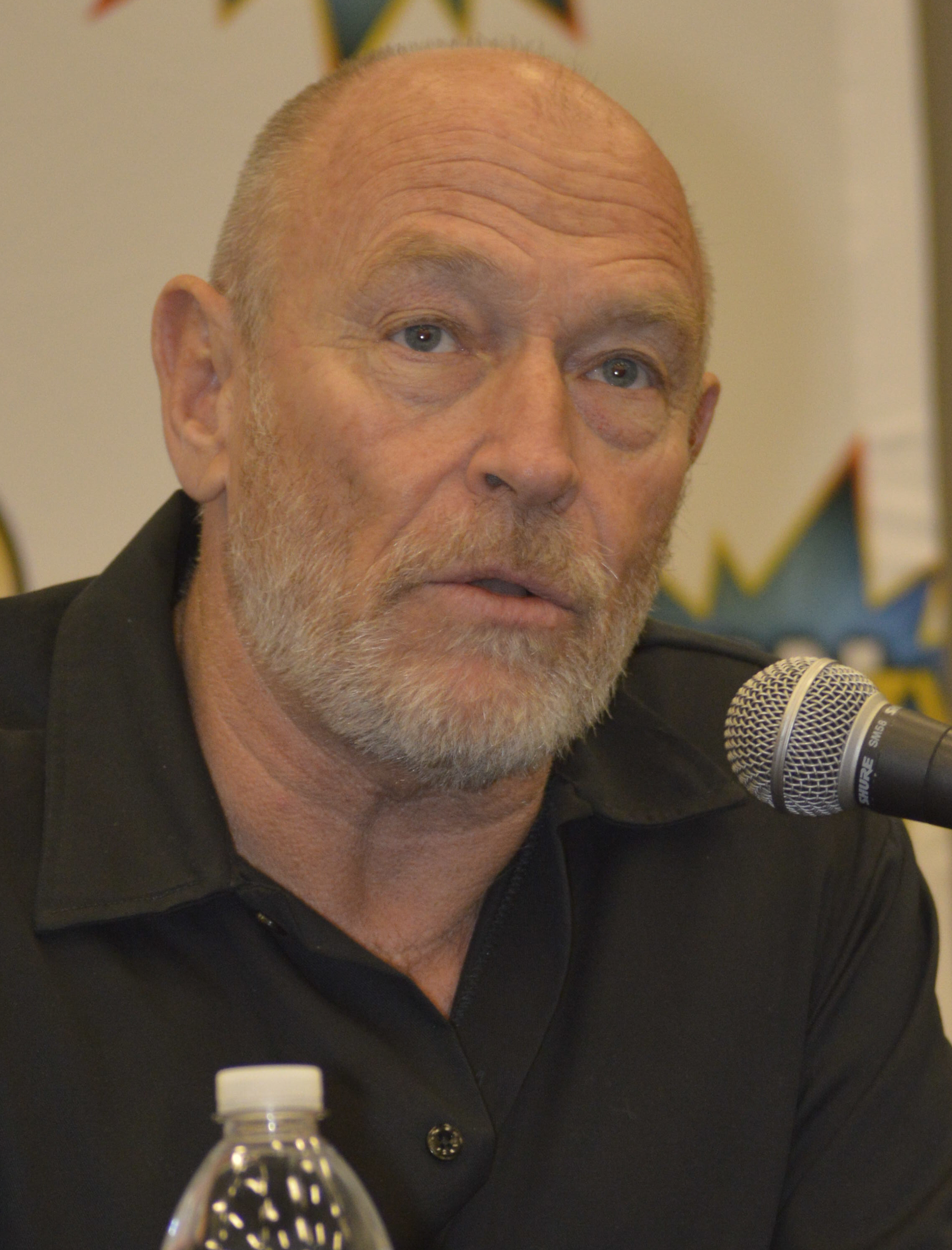
L'acteur en 2016.

- 1985 : Méprise (Doubletake) : Tennis Pro
- 1990 : Star Trek : La Nouvelle Génération : Q
- 1992 : Seinfeld : Corbin Bernsen
- 1993 : The Extraordinary : Host
- 1994 : Une nounou d'enfer : Glen
- 1995 : A Whole New Ballgame (en) : Brett Sooner
- 1995 : In the Heat of the Night: By Duty Bound : Frank Cole
- 1996-1997 : Les Héros de Cap Canaveral (The Cape) : USAF Col. Henry 'Bull' Eckert (NASA Training Director)
- 1997 : Les Anges du bonheur : Eric Weiss
- 1999 : Tracey Takes On... : Jack Dayton
- 1999 : 7 à la maison : Ted Grant
- 1999 : Nash Bridges : Edward Jansen
- 1999-2004 : JAG : Sporadiquement, juge, Capitaine Owen Sebring
- 2000 : Destins croisés : Roger Stovall / Bill Water
- 2000 : Battery Park : Michael
- 2000 : Au-delà du réel : L'aventure continue : Virgil Nygard
- 2000 : Son of the Beach : Big Red Johnson
- 2000 : TV business : Sandy Peretz
- 2000 : Oui, chérie ! : Gary Walden
- 2000 : Alerte à Malibu : Barry Poe
- 2001 : A la Maison-Blanche : Henry Shallick
- 2001 : V.I.P. : Zack Henley
- 2001 : Jack & Jill : Paul Barrett
- 2001 : Citizen Baines : Nicholas Tassler
- 2003 : Dragnet : Richard Atkins
- 2003 : Voilà! : Corbin Bernsen
- 2003 : Miss Match : Stu 'Dr Love' Scott
- 2004 : New York Police Blues : Bob Cavanaugh
- 2004 : New York 911 : Carter Savage
- 2004-2017 : Les Feux de l'amour (The Young and the Restless) : Todd Williams
- 2004-2005 : Hôpital central (General Hospital) : John Durant
- 2005 : Palmetto Pointe : Old Ballplayer
- 2005 : New York, section criminelle : William Hendry
- 2005-2006 : Cuts : Jack Sherwood
- 2006-2014 : Psych : Enquêteur malgré lui : Henry Spencer / Coroner Dick Miller
- 2006 : Boston Justice : Attorney Eli Granger
- 2007 : Masters of Horror : Ira
- 2009 : Old Christine : Howard
- 2010 : Castle (saison 3, épisode 18) : Lance Buchanan
- 2011 : Esprits criminels : Jerry Grandin
- 2012 : Switched : James Wilkerson II
- 2013 : Hawaii 5-0 (saison 4, épisode 6) : Henry
- 2013 : The Glades : Michael Longworth
- 2014 : Motive : Dr Stan Matthews
- 2014 : Scorpion : Bob Connelly
- 2014 : The League : Bruce
- 2014 : Anger Management : Roger
- 2015 : NCIS : Nouvelle-Orléans : Navy Admiral Adam Huntley
- 2015 : Grace et Frankie : Dr Paul Mason
- 2017 : American Gods  : Vulcain
- 2017 : Powerless : Vanderveer Wayne Sr.
- 2018 : The Resident : Kyle Nevin, père de l'infirmière Nic Nevin
- 2018 : Billions : Bill McGann
- 2018 : Hap and Leonard : Chief Cantuck
- 2018-2021 : Magnum P.I. : Francis 'Icepick' Hofstetler
- 2019 : Bienvenue chez les Huang : Mervin
- 2019-en cours : The Punisher : Anderson Schultz
- 2020 : Tommy : Milt Leakey
- 2024 : Clipped (mini-série) : Pierce O'Donnell

#### Téléfilms
- 1986 : La Loi de Los Angeles : Arnie Becker
- 1989 : Breaking Point (en) : Pike
- 1991 : Line of Fire: The Morris Dees Story : Morris Dees
- 1991 : Dead on the Money : Carter Matthews
- 1992 : Le Triangle noir (Grass Roots) : Will Lee
- 1992 : Les Nouveaux mousquetaires (it) (Ring of the Musketeers) : Harry
- 1992 : La Belle et le fantôme (Love Can Be Murder) : Nick Peyton
- 1993 : Beyond Suspicion de William A. Graham : Stan
- 1994 : Guns of Honor : Brent Mallick
- 1994 : Le pouvoir de l'illusion (I Know My Son Is Alive) : Mark
- 1994 : Où sont mes enfants? (Where Are My Children?) : Tom Scott
- 1994 : Troublante vérité (Voices from Within) : Mark Reichard
- 1995 : La Mort en jeu (Tails You Live, Heads You're Dead) : Neil Jones / Roy Francis Netter
- 1995 : Mariage criminel (Murderous Intent) : Brice
- 1996 : Bloodhounds : Harrison Coyle
- 1996 : Meurtres sur l'Iditarod (Murder on the Iditarod Trail) : Alex Jensen
- 1996 : Inhumanoid : Foster Carver
- 1996 : Bloodhounds II : Harrison Coyle
- 1996 : Danielle Steel - La ronde des souvenirs (Full Circle) : Harrison Winslow
- 1997 : Veronica's Video : Nick Gluckin
- 1997 : Raz de marée: Alerte sur la côte (en) (Tidal Wave: No Escape) : John Wahl
- 1998 : La Maison-Blanche ne répond plus (Loyal Opposition: Terror in the White House) : Secret Service Agent John Gray
- 1998 : La Légende de Freemont (en) (Riddler's Moon) : George
- 1998 : Recipe for Revenge : Dr Winnifield
- 1998 : Amour incorporé (Young Hearts Unlimited) : Brian
- 1999 : The Unbelievables : Action Armstrong
- 1999 : A Place Apart : Robert, Sr.
- 1999 : Le Mariage de mon ex (en) (Two of Hearts) : Bruce Saunders
- 2002 : L'Ours et l'enfant (Gentle Ben) : Fog Benson
- 2002 : L.A. Law: The Movie (en) : Arnie Becker
- 2002 : Alerte maximum (en) (Atomic Twister) : Sheriff C.B. Bishop
- 2002 : The Santa Trap : Chief Tom Spivak
- 2002 : Le Royaume des fées (Beings) : Rob Preston
- 2003 : L'Ours et l'enfant : Danger dans les montagnes (Gentle Ben 2: Danger on the Mountain) : Fog Benson
- 2003 : À la conquête d'un cœur (Love Comes Softly) : Ben Graham
- 2004 : Call Me: The Rise and Fall of Heidi Fleiss (en) : Steve
- 2004 : Ils sont parmi nous (They Are Among Us) : Norbert
- 2005 : Un petit pas vers le bonheur (Ordinary Miracles) : David Woodbury
- 2008 : Ma vie très privée (Confessions of a Go-Go Girl) Nick Harvey
- 2008 : Vipers : Burton
- 2008 : Pour l'amour de Grace (For the Love of Grace) : Capitaine Washington
- 2012 : Un enfant à vendre (Stolen Child) : George
- 2012 : L'Expérience de Noël (3 Day Test) : Tom
- 2015 : La muse de l'artiste (Heart of the Matter) : Tyler
- 2015 : Parce que c'était toi (It Had to Be You) : Nolan Powell
- 2016 : Le mariage de la dernière chance (A Time to Dance) de Mike Rohl : Pops
- 2016 : L'amour, c'est compliqué (Love's Complicated) : Dublin Sr.
- 2017 : Psych: The Movie : Henry Spencer
- 2018 : La Méthode Kominsky : Corbin Bernsen
- 2020 : The Farmer and the Belle: Saving Santaland : Gran'Poppy
- 2020 : Psych 2: Lassie Come Home : Henry Spencer
- 2021 : Psych 3: This Is Gus (en) : Henry Spencer

### Comme producteur
- 1998 : Le Dentiste 2 (The Dentist 2)
- 2005 : Carpool Guy

### Comme réalisateur
- 2005 : Carpool Guy
- 2009 : Dead Air
- 2011 : 25 Hill
- 2012 : L'Expérience de Noël (3 Day Test) (TV)

## Distinctions

### Récompenses
- 2020 : Queen Palm International Film Festival pour A Bennett Song Holiday partagé avec Harley Wallen, Kaiti Wallen, Calhoun Koenig, Angelina Danielle Cama, Nancy Oeswein, Aphrodite Nikolovski, Bryce Xavier, Annette Cama et Fred Buchalter.
- 2020 : Great Lakes Christian Film Festival de la meilleure distribution pour The Farmer and the Belle: Saving Santaland partagé avec Jenn Gotzon, Jim E. Chandler, John Schneider, Livi Birch, Sandra Ellis Lafferty, Delilah, Natasha Bure, Robert Amaya, Adele Chandler, Henry Cho et Benji Russell.

### Nominations
- Primetime Emmy Awards 1987 : Meilleur acteur dans une série télévisée dramatique pour La Loi de Los Angeles
- Primetime Emmy Awards 1988 : Meilleur acteur dans une série télévisée dramatique pour La Loi de Los Angeles
- Golden Globes 1989 : Meilleur acteur dans une série dramatique pour La Loi de Los Angeles
- Golden Globes 1990 : Meilleur acteur dans une série dramatique pour La Loi de Los Angeles